# Bellencombre
 Bellencombre  es una población y comuna francesa, en la región de Alta Normandía, departamento de Sena Marítimo, en el distrito de Dieppe. Es el chef-lieu del cantón de Bellencombre, aunque Les Grandes-Ventes y Bosc-le-Hard la superan en población.

## Demografía
| 652 | 654 | 648 | 640 | 638 | 662 |
| Para los censos de 1962 a 1999 la población legal corresponde a la población sin duplicidades (Fuente: INSEE [Consultar]) |     |     |     |     |     |